# Bot (Internet)
Un bot (abreviatura de robot) és un programa informàtic que efectua automàticament tasques repetitives a través d'Internet. Normalment, aquests bots executen tasques simples i estructuralment repetitives, que serien impossibles de realitzar per una sola persona. L'ús majoritari dels bots és en el que s'anomena rastrejament web, en el qual un script automàtic capta, analitza i arxiva informació d'un servidor web a diverses vegades la velocitat que ho faria una persona. Cada servidor pot tenir un fitxer anomenat robots.txt, contenint regles per al rastrejament d'aquell servidor.
També, els bots poden ser implementats per a tasques que requereixin una resposta més ràpida que la que podria oferir un humà (p. ex., bots de jocs o bots de llocs web de subhastes) o menys freqüentment per a situacions en què es necessita l'emulació d'activitat humana, com per exemple els bots de xat.

## Història
El primer ús del terme a l'entorn d'internet i en anglès fou vers l'any 2000. El primer bot del sector financer fou llançat el 2017 per Imaginbank.

## MI i IRC
Alguns bots es comuniquen amb altres usuaris de serveis basats en Internet, mitjançant missatgeria instantània (MI), Internet Relay Chat (IRC) o altres interfícies web. Aquests bots permeten a una persona fer preguntes en qualsevol idioma, com el català, i rebre les corresponents respostes. Els bots sovint serveixen per realitzar múltiples tasques alhora, com per exemple donar informació sobre el temps, sobre geografia, sobre esports, fent la conversió de monedes o altres unitats, etc.
Un rol alternatiu dels bots d'IRC és el de residir en un canal de xat, comentant certes frases escrites pels participants (basant-se en la comprovació de patrons). Sovint aquest rol s'utilitza com a servei d'ajuda als nou usuaris, o per censurar el llenguatge groller.

## Ús maliciós
Els bots es poden fer servir per a fins maliciosos a través d'Internet; per exemple, l'atac de denegació de servei en la qual un bon nombre de màquines ataquen un servidor web. Altres exemples d'ús maliciós inclouen els bots de correu brossa, que acumulen adreces email rastrejant pàgines de contacte o de llibres de visita, bots que acaparen tot l'amplada de banda descarregant llocs webs sencers, virus, cucs, bots que incrementen artificialment visites a llocs web, etc.
L'eina més usada contra aquests bots és el sistema CAPTCHA, una forma de test de Turing que s'usa per distingir entre un ésser humà i un bot. No obstant això, aquest sistema no és fiable al cent per cent, ja que pot ser esquivat per programaria de reconeixement de caràcters o forats de seguretat.